# Њубриџ (Ирска)
Њубриџ (енгл. Newbridge, ир. Droichead Nua) је град у Републици Ирској, у средишњем делу државе. Град је у саставу округа округа Килдер и представља његов други по величини град.

## Природни услови
Град Њубриџ се налази у средишњем делу ирског острва и Републике Ирске и припада покрајини Ленстер. Град је удаљен 40 километара западно од Даблина.
Њубриџ је смештен у равничарском подручју средишње Ирске. Град се развио на реци Лифи. Надморска висина средишњег дела града је 95 метара.
Клима: Клима у Њубриџу је умерено континентална са изразитим утицајем Атлантика и Голфске струје. Стога град одликује блага и веома променљива клима.

## Историја
Подручје Њубриџа било насељено већ у време праисторије. Дато подручје је освојено од стране енглеских Нормана у крајем 12. века.
Први помен Њубриџа био је 1698. године, али насеље све до средине 20. века није имало већи значај.
Њубриџ је од 1921. године у саставу Републике Ирске. Развој града започео је тек последњих пола века, када је Њубриџ забележио нагли развој и раст. Последњих година град све више постаје предграђе Даблина.

## Становништво
Према последњим проценама из 2011. године. Њубриџ је имао око 17 хиљада становника у граду и 19 хиљада у широј градској зони. Последњих година број становника у граду се повећава, а последњих деценија град је један од најбрже растућих у држави (близина Даблина).

## Привреда
Њубриџ се развио у времену нагле индустријализације Ирске средином 20. века. Данас је град познат као индустријско средиште.

## Збирка слика
- Главна улица Њубриџа
- Градска Црква св. Патрика
- Колеџ Њубриџа